# ویلیام شالیت
ویلیام شالیت (فرانسوی: Guillaume de Champlitte‎؛ 1160s – ۱۲۰۹)، شوالیه فرانسوی حاضر در جنگ صلیبی چهارم بود که پس از فتح قسطنطنیه توسط نیروهای صلیبی، مبدل به نخستین شاهزاده آخا در سال ۱۲۰۵ و فتح شبه‌جزیره پلوپونز گردید.